# 983

## Události
- 3. června – Vojtěch získává ve Veroně investituru a stává se druhým pražským biskupem.
- Po smrti říšského císaře Oty II. král západní Francie Lothar I. znovu napadá Lotrinsko. Dobývá Verdun, kde nechává uvěznit biskupa Gudefroye. Tyto události znepokojují jeho přívržence, remešského arcibiskupa Adalbérona a ředitele remešské katedrální školy, Gerberta d'Aurillac (budoucího papeže Silvestra II.)
- Úspěšné povstání Polabských Slovanů a zisk nezávislosti všech kmenů Polabských Slovanů na 150 let. Znamenalo i dočasný konec snah vnutit křesťanství a začlenit Polabské Slovany do Říše.

## Narození
- ? – Mojžíš Uherský, slovenský světec († 26. července 1043)

## Úmrtí
- 10. července – Benedikt VII., papež
- 7. prosince – císař Ota II.

## Hlavy státu
- České knížectví – Boleslav II.
- Papež – Benedikt VII. – Jan XIV.
- Svatá říše římská – Ota II. – Ota III.
- Anglické království – Ethelred II.
- Skotské království – Kenneth II.
- Polské knížectví – Měšek I.
- Západofranská říše – Lothar I.
- Uherské království – Gejza
- První bulharská říše – Roman I. Bulharský
- Byzanc – Basileios II. Bulharobijce